# 張從律
張從律（1533年—？），字懋和，直隸松江府華亭縣人，民籍，明朝政治人物。

## 生平
應天府鄉試第四十九名舉人。嘉靖四十一年（1562年）中式壬戌科會試第一百六十一名，三甲第六名進士。

## 家族
曾祖張鑑；祖父張元沆；父張誼，母杜氏。具庆下。弟從徵、從衍。